# Harry Källström
Harry Källström, pseud. Sputnik (ur. 30 czerwca 1939 w Södertälje, zm. 13 lipca 2009 w Strömsund) – szwedzki kierowca rajdowy. Rajdowy mistrz Europy z roku 1969, trzykrotny rajdowy mistrz Szwecji.

## Kariera
Källström rozpoczął udziały w rajdach w roku 1957. Jego ojciec Gunnar Källström, również był kierowcą rajdowym i należał do Skandynawskiej czołówki rajdowej w latach pięćdziesiątych. Pierwszy międzynarodowy sukces Harrego Källströma, to drugie miejsce w brytyjskim rajdzie R.A.C. w roku 1963. W tym samym roku zdobył także swój drugi tytuł mistrza Szwecji w rajdach, uczynił to jeżdżąc samochodem Volkswagen 1500. W roku 1964 zdobył trzeci tytuł mistrza Szwecji tym razem samochodem Morris Cooper, a w roku 1966 ponownie zajął drugie miejsce w rajdzie R.A.C. Pod koniec lat sześćdziesiątych został fabrycznym kierowcą Lancii, z którą w roku 1969 zdobył mistrzostwo Europy, startując modelem Lancia Fulvia coupe, wygrywając trzy z ośmiu eliminacji. W tym też roku, zajął drugie miejsce w Rajdzie Monte Carlo. W latach siedemdziesiątych odnosił pojedyncze sukcesy w Rajdowych mistrzostwach świata (cztery razy stawał na podium). W rajdach startował do początku lat osiemdziesiątych. Był żonaty ze szwedzką aktorką Sonją Lindgren, prowadził firmę transportową.

## Podia w rajdach WRC[1]
| Nr | Rajd              | Sezon | Pilot                 | Samochód        | Miejsce |
| -- | ----------------- | ----- | --------------------- | --------------- | ------- |
| 1  | 21. Rajd Safari   | 1973  | Claes Billstam        | Datsun 1800 SSS | 2       |
| 2  | 23. Rajd Akropolu | 1976  | Claes-Göran Andersson | Datsun 160J     | 1       |
| 3  | 24. Rajd Akropolu | 1977  | Claes Billstam        | Datsun 160J     | 3       |
| 4  | 26. Rajd Akropolu | 1979  | Claes Billstam        | Datsun 160J     | 3       |